# Timo Backofen

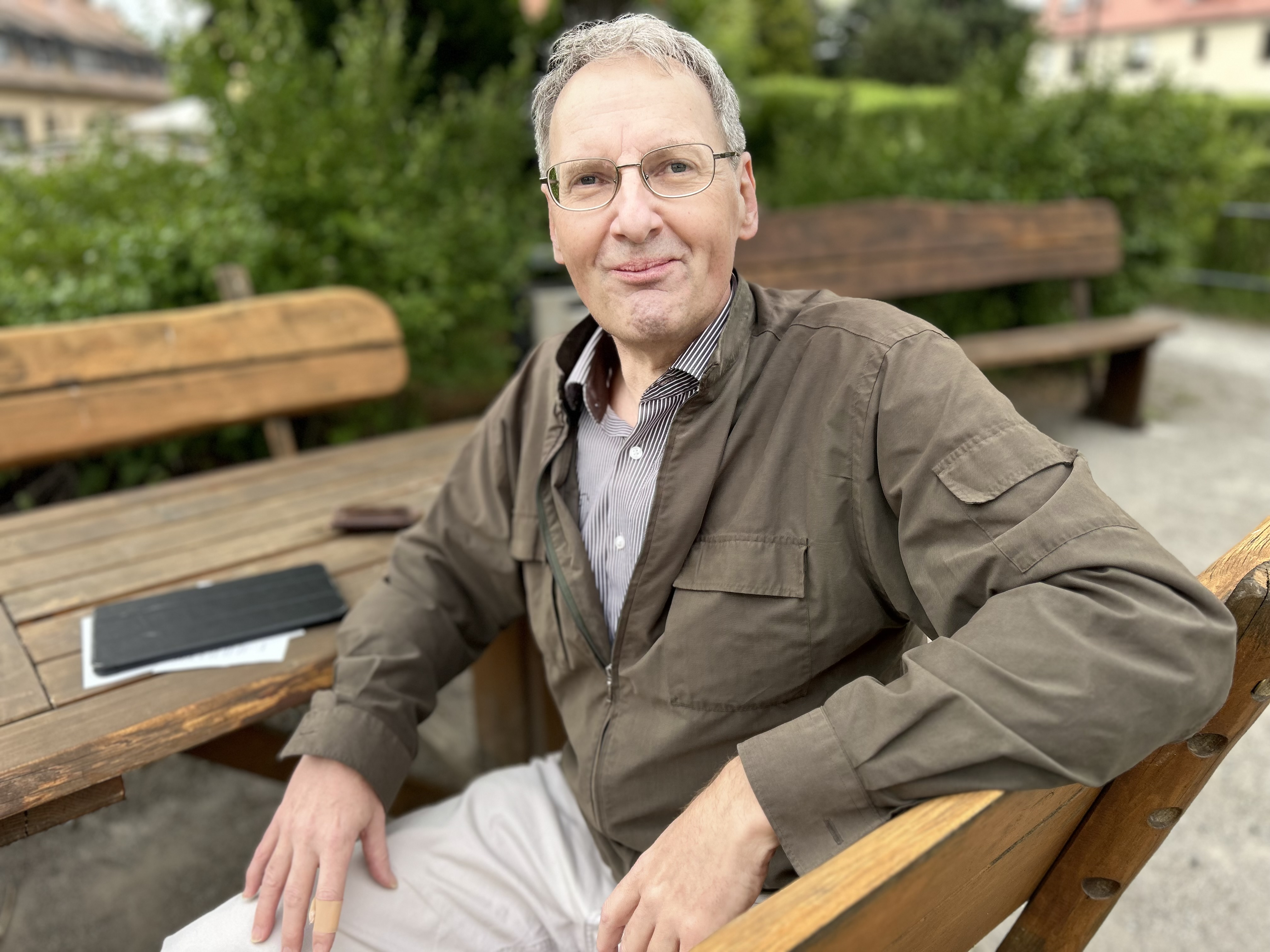
Timo Backofen (2024)

Timo Backofen (* 2. Juni 1966 in Plauen) ist ein deutscher Politiker (parteilos) und ehemaliger Abgeordneter der Volkskammer der DDR (DSU).

## Biographie
Der Sohn eines Technologen und einer Industrieschneiderin besuchte von 1973 bis 1983 die Polytechnische Oberschule in Weischlitz und anschließend von 1983 bis 1985 die Erweiterte Oberschule (zum Abitur) in Oelsnitz/Vogtl. Von 1988 bis 1990 studierte er Außenwirtschaft an der Hochschule für Ökonomie Bruno Leuschner.
1990 schloss sich Backofen der Deutschen Sozialen Union (DSU) an und wurde (ehrenamtlicher) Geschäftsführer des Kreisverbandes Plauen-Land. Bei der Volkskammerwahl 1990 wurde er im Wahlkreis 8 (Karl-Marx-Stadt) auf dem Listenplatz 6 der DSU-Liste gewählt. Von April bis Oktober war er stellvertretender Parlamentarischer Geschäftsführer der DSU-Fraktion in der Volkskammer und nahm in dieser Funktion (vertretungsweise) an den meisten Präsidiumssitzungen der Volkskammer teil.
Nach seinem Ausscheiden aus dem Parlament infolge der Wiedervereinigung Deutschlands trat Backofen als Angestellter (Ebene gehobener Dienst) in die Landesverwaltung des Freistaats Sachsen ein. Von 1994 bis 1995 absolvierte er eine berufsbegleitende Fortbildung an der Fachhochschule der sächsischen Verwaltung, Außenstelle Frankenberg, die er als Verwaltungsfachwirt abschloss.
Nach dem Ausscheiden aus der Volkskammer engagierte sich Backofen zunächst nicht weiter parteipolitisch. Von 1998 bis 2010 gehörte er der SPD an. 
Im Jahr 2001 kandidierte er erfolglos als Einzelbewerber für das Bürgermeisteramt seiner Heimatgemeinde Weischlitz.
Bei der Stadtratswahl in Dresden 2024 trat er als Kandidat für das Bündnis Sahra Wagenknecht (BSW) an. Die Partei distanzierte sich aufgrund von Backofens neuer Tätigkeit von ihm und lehnte eine Aufnahme als Mitglied ab.
Von Mai bis August 2024 war Backofen von der Sächsischen Datenschutz- und Transparenzbeauftragten auf Anforderung als Büroleiter des (von der AfD nominierten) Oberbürgermeisters von Pirna, Tim Lochner, abgeordnet.